# Hernando (ort i Argentina)
Hernando är en ort i Argentina.   Den ligger i provinsen Córdoba, i den centrala delen av landet, 600 km väster om huvudstaden Buenos Aires. Hernando ligger 279 meter över havet och antalet invånare är 10 486.
Terrängen runt Hernando är platt. Runt Hernando är det ganska glesbefolkat, med 22 invånare per kvadratkilometer..
Trakten runt Hernando består till största delen av jordbruksmark.